# Гурциг
Гурци́г (рос. Гурциг) — гірська вершина у північно-східній частині Великого Кавказу. Знаходиться на території Росії (південний Дагестан).